# Rufino Blanco Fombona
Rufino Blanco Fombona (Caracas, 17 giugno 1874 – Buenos Aires, 16 ottobre 1944) è stato uno scrittore, poeta, diplomatico, polemista, editore e giornalista venezuelano.

## Biografia
Rufino Blanco Fombona nacque in una famiglia illustre di Caracas le cui origini risalivano ai conquistadores spagnoli. Dopo aver intrapreso studi filosofici e giuridici all'Università Centrale del Venezuela, interruppe gli studi per entrare all'accademia militare e poi partecipare alla Revolución Legalista del 1892. Grazie a questa mossa, fu nominato console venezuelano a Filadelfia, dove sarebbe rimasto fino al 1895; al suo ritorno in patria cominciò a contribuire alle riviste Cosmópola ed El Cojo Ilustrado.
Tra il 1896 e il 1897 lavorò all'ambasciata venezuelana nei Paesi Bassi, mentre nel 1898 fu brevemente incarcerato per aver duellato con l'assistente del presidente della Repubblica. Dopo essere stato rilasciato si trasferì a New York e, dopo aver lavorato come insegnante di spagnolo, ripiegò nella Repubblica Dominicana; qui lavorò come giornalista e fu nominato console domenicano a Boston, ricoprendo la carica nel biennio 1898/89. Nel 1899 pubblicò il suo primo libro, il prosimetro Trovadores y trovas, a cui seguirono Cuentos de poeta (1900), Cuentos americanos (1904) e Pequeña ópera lírica (1904), pubblicato con una prefazione scritta da Rubén Darío. In seguito la sua produzione avrebbe virato dal modernismo al postmodernismo.
Nel 1905 fu nominato governatore dell'Amazonas, ma il suo mandato venne bruscamente interrotto da una nuova incarcerazione, questa volta a Ciudad Bolívar per l'omicidio di un colonnello; prosciolto da ogni accuso, trarrà da questa esperienza il romanzo El hombre de hierro, in cui si nota l'influenza di Honoré de Balzac e Guy de Maupassant. Ulteriori polemiche politiche e letterarie andarono a danneggiare la sua posizione e, infine, nel 1910 fu esiliato dal Venezuela per essersi opposto al colpo di stato ordito da Juan Vicente Gómez.
Visse quindi a Parigi tra il 1910 e il 1914 e poi a Madrid dal 1914 al 1936. Durante la lunga permanenza nella capitale spagnola continuò con la sua intensa attività letteraria, pubblicando opere poetiche, politiche e di narrativa. In questo periodo diresse l'Editorial América per circa un ventennio, durante il quale curò le edizioni delle lettere e dei discorsi di Simón Bolívar e contribuì a rendere nota la letteratura sudamericana in Spagna. Tra il 1928 e il 1935 fu candidato cinque volte al Premio Nobel per la letteratura.
Dopo ventisei anni di esilio, nel 1936 poté tornare in Venezuela, dove fu ammesso all'Academia Nacional de la Historia e fu governatore della Miranda fino al 1937, nonché ministro plenipotenziario del Venezuela in Uruguay (1939-1941). Gli ultimi anni furono dedicati alla poesia e alla preparazione di altre pubblicazioni, alcune lasciate incompiute a causa dell'arresto cardiaco che lo stroncò durante un viaggio a Buenos Aires nel 1944.

## Opera (parziale)

### Narrativa
- El hombre de hierro, Caracas, Tipografía Americana, 1907.
- El hombre de oro, Madrid, Ed. Renacimiento, 1915.
- Cuentos de poeta, Maracaibo, Imprenta Americana, 1900.
- Dramas mínimos, Madrid, Ed. Biblioteca Nueva, 1920.
- La espada del samuray, Madrid: Ed. Mundo Latino, 1924.
- Tragedias grotescas, Madrid, Ed. América, 1928.
- La bella y la fiera, Madrid, Ed. Renacimiento, 1931.
- El secreto de la felicidad, Madrid, Ed. América, 1933.

### Poesia
- Trovadores y trovas (1899)
- Pequeña ópera lírica (1904)
- Au-delà des horizons... Más allá de los horizontes; petits poèmes lyriques (1908)
- Cantos de la prisión y del destierro, Parigi, Librería P. Ollendort, 1911.
- Cancionero del amor infeliz, Madrid: Ed. América, 1918.
- Mazorcas de oro, Caracas, Impresores Unidos, 1943.

### Saggistica
- El conquistador español del siglo XVI, Madrid, Ed. Mundo Latino, 1921.

Il conquistatore spagnolo del secolo XVI, Torino, Fratelli Bocca Editori, 1926.